# 八順二十五炳
六順二十五炳是台灣近代對板橋劉家血脈的一個稱呼，意即板橋劉家有六個「順」字輩兄弟與二十五個「炳」字輩兄弟，在其後，由於該家族部分成員從政的關係，因此台灣媒體多半以「板橋劉家」代稱之。

## 重要人物
順字輩
- 劉順天（首任板橋市長）
- 劉順杞
- 劉順和

炳字輩
- 劉炳偉（末代台灣省議會議長）
- 劉炳煌（海山集團、永雄建設董事長）
- 劉炳華
- 劉炳中（板橋中興醫院院長）
- 劉炳信（和昌建設副總經理、前台北縣議員）
- 劉炳貴（和昌建設總經理）
- 劉炳發（順慶建設董事長）
- 劉炳輝（板信商業銀行董事長、三輝建設董事長）
- 劉炳盛（豪美建設董事長）
- 劉炳宏（橋正機電董事長）

## 外部連結
- 新新聞：三重幫版圖重劃秘辛 黑色二月 三重幫垮了二重
- 政金兩衰板橋劉家式微 劉炳偉：我不是深喉嚨（页面存档备份，存于）
- 板橋市首任市長劉順天過世 享年82歲 （页面存档备份，存于）
- 台灣省諮議會：劉炳偉先生訪談錄[永久]